# 爆走兄弟Let's & Go!!
《爆走兄弟Let's & Go!!》是日本漫畫家越田哲弘在《快樂龍》（台灣於漫畫雜誌《王牌小子》連載，非《快樂龍》的台灣版《快樂快樂》；香港於《CO-CO!》連載）連載的迷你四驅車漫畫，及以其為架構之動畫作品，是以玩具（迷你四驅車）、動畫、電影、遊戲、CD、收集卡、貼紙等各種媒體發表的熱門作品。此外，動畫版主題歌還邀請了JAM Project成員影山浩宣等許多歌手獻唱。

## 概要
漫畫在快樂龍（日本）上從1994年7月號連載至1999年10月號為止。
故事共分3部曲，於電視上播放了3年，每年各敘述一部故事。 從1996年1月到1998年12月在東京電視台播放，動畫製作公司為XEBEC ，每部各51話，總計153話。
第1部是星馬兄弟星馬烈、星馬豪從迷你四驅車的研究者—土屋博士那裡獲得了名為戰神號的迷你四驅車，經過不斷的培養，與各式各樣的迷你四驅賽車手互相競爭的內容。也稱為「國內篇」、「GJC（超級盃全國大賽）篇」、「大神篇」或「無印」（由於標題後面沒有添加篇名）。
第2部舞台從國內轉移到世界，一樣是相同主角的後續作品，稱為「WGP篇」（世界盃大賽的簡稱）。內容是以過去競爭過的對手們組成一隊向世界挑戰。由於是接續前一部作品，所以電視台將本作品與前作視為同一部作品，並不視為新的節目，另外還有上映劇場版動畫電影。
第3部開始換了主角，敘述相同世界觀的另一篇故事，作品名稱也變更為「爆走兄弟Let's & Go!!MAX」（原作從第3話配合動畫改變作品名稱）。是一文字豪樹與一文字烈矢兩兄弟對戰鬥迷你四驅賽車手的養成學校—鮑索學校採用的教育方針感到疑惑，對該校賽車手互相競賽的內容。
「國內篇」與「WGP篇」主要登場的都是全覆式軌道車，在「MAX篇」裡則把重心轉移到空氣動力學式軌道車。
爆走兄弟在日本掀起了第二波迷你四驅車的熱潮，不過在動畫結束的同時熱潮也漸漸消退。熱潮消退的理由是因為空氣動力學式軌道車較無嶄新的創意。
故事中就算沒有遙控器也能讓迷你四驅車依照車手的意思增加速度、回轉、甚至作出飛躍的動作，這些超現實的比賽成為了小孩子之間的熱門話題。
以下敘述若無特別註明則以動畫版設定為準。

## 原作與動畫版的差異
由於原作是在月刊上連載，動畫則是每週播放一集，因此故事馬上就會趕上原作，所以到第1部中盤開始內容就跟原作有所不同，特別到了是MAX篇，除了主角等數名角色與車種之外，主要登場的幾乎都是動畫版原創角色及車種。就算是原作裡一樣有登場的角色也和動畫版的設計樣式有很大的差異。
原作是對中小學年齡層所編的故事，動畫版是以小學生到高中生為對象的故事，因此故事發展比原作更為複雜，自然也能被更廣大的年齡層接納。主要收視對象不僅是中小學男生，甚至還在國高中女生之間掀起熱潮，亦創作出許許多多的同人誌。以下列舉出幾點故事中差異很大的部分。

### 國內篇
- 大賽的有無

原作中在大神博士登場之後，幾乎沒敘述官方比賽就直接闖進大神博士的地盤裡進行對決；動畫版則是在正式比賽中戰勝大神軍團。
- 土屋研究所

原作中的研究所是屬於秘密研究所，外表看起來是一個不起眼的破舊小屋，要由廁所的密道才可進入地下研究所；動畫中則是一般人都看得出來的研究所。
- 麥林號龍捲風的完成過程

原作是從同名模型槍麥林槍管裡的溝槽得到暗示；動畫版則是從佐上純投出的旋轉球上想到的。
- 車種
  - 旋風麥林原作中是勝利麥林被巨霸號破壞之後，當場用補土修理好的即席車種；動畫版則是勝利麥林被銀影號破壞之後由星馬豪和J兩人協力製作出來的。另外旋風麥林在原作中同樣都有下墜力不足的缺陷；動畫版中的旋風麥林則稱為「具有超強下坡力的車種」，運用強力下墜力硬使車體緊貼路面，克服了彎道及坡道所欠缺的安定性。
  - 暴風超音在原作中是WGP篇開頭星馬烈被美國隊隊長比特徹底打敗之後作的；動畫版則是星馬烈看到了旋風麥林的速度心有不甘，到大神博士的研究所製作出來的。
  - 電動眼鏡蛇在原作裡是藤吉為了趕上星馬豪等人而懇求土屋博士、與戰神號同時進行電子改造完成的；動畫版則是在與沖田介對決中運用三國財團的科技完成的。此外，前置馬達的設定是到動畫版才加入的，在動畫版中還比新火鳥ZMC更早完成。
  - 改革快刀號在原作中是到世界盃大賽之前才製作出來的；動畫版則是在國內篇就製作完成，在超級盃全國大賽中展露頭角。此外，改革快刀號在原作中比暴風超音還早兩期（兩個月）登場，在動畫版中反而晚了一集（一週）才登場。
- 登場人物
  - 黒澤太：在原作中初期非常不上道，後來因自作自受嚐到敗北的滋味就消聲匿跡，是個只會說大話的角色；動畫版中被沖田介大敗後便改邪歸正，到最終回仍然都是重要角色之一。
  - 小廣誠：跟黑澤一樣在原作中都是一般參賽者之一，不過動畫版到最終回為止一直都是用很樸素的方式持續登場。
  - 佐上純：原本是動畫版的原創角色，不過後在原作中也登場了。佐上純在動畫版中與星馬豪的身高差不多，不過在漫畫版中要比星馬烈的身高稍微高一點，給人的形象不太一樣。
  - R：J的姊姊，在原作中並未登場。
  - 四驅戰士：在原作中是稍微壯碩的體型，動畫中則是屬於纖瘦的體型；使用的車也不同，原作中是使用鬥士衝鋒VFX，動畫中是使用光蠍號試作機。
  - 土屋博士與佐上保：在原作中是老朋友，不過在動畫中卻彼此都不認識。
- 在沖田介登場之後的比賽全都是動畫版原創的。此外，動畫版在沖田介登場之後各地開始流行戰鬥比賽，不過原作中沒有類似的情節，但沖田介還是一樣對環境毫無認知，是個躲在陰暗中的開膛賽車手。

### WGP篇
- GP晶片

在動畫中所有參加世界盃的車種都必須裝上GP晶片改造成超級賽車；在原作中參加世界盃的車子並沒有特別改造成超級賽車，而是跟普通的迷你四驅車沒有什麼兩樣，原作中的GP晶片是快槍俠XTO獨有的零件。
- 躍動衝鋒以及之後的車種

躍動衝鋒的底盤在原作中被鐵心老師命名為「超級躍動底盤」，上面的避震器機構是一開始就有的，還被命名為「天龍懸浮系統」，而且很難駕馭，改造不好跑起來就會十分不穩定。動畫版中躍動衝鋒的底盤一開始除了材質是ZMC外沒有其他特點，底盤上的避震器機構則是小豪在看到附近經過的越野機車的跳躍動作才要求土屋博士裝上去的，原作中難以駕馭的缺點則被刪去，而在動畫版中躍動衝鋒已經無法使用的龍卷風在原作中還是能使用。此外由於原作在躍動衝鋒的第一場比賽結束後WGP篇就結束了，因此強棒音速和疾速蝮蛇在原作只在MAX篇單行本附錄的番外篇出場。

### MAX篇
- TRF在世界盃奪冠之後
  - 在原作中，是去世界旅行和充電。在動畫中，是去美國參加第二屆世界盃。

- 豪樹離開鮑索四驅車學校的理由
  - 在原作中，豪樹不認同鮑索四驅車學校破壞車子的作法而自行離開。在動畫中是被他的爸爸認為烈矢更懂的四驅車的意義，遭到驅除。

- 車種
  - 幻象號Z-1在原作中，影武者Z-3被大型鑽地機弄壞後，烈矢直接在MG石結晶的場地，找到5年前跟豪樹一同做好的車種，是他們的爸爸正宗做出來的未完成品，經由烈矢和豪樹改造完成的。在動畫中，第二次跟草薙兄弟對決，影武者Z-3被他們撞車，掉到岩漿裡面，整輛車毀掉，之後他的爸爸給烈矢新車，是未完成的模樣，後來由烈矢一個人完成的。
  - 熾焰先鋒在原作中，豪樹因為被鷹羽龍的新車擊敗，而自己改造超級先鋒Z-2，不過改造的很糟糕，後來是看到飛機的引擎作為靈感和聽從龍的建議，才做出來的。動畫中是被瑪莉娜破壞，後來跟烈矢和好友們才做出來的。

## 主要角色

### 國內篇及WGP篇
星馬烈（配音員：淵崎有里子，台灣配音員：楊凱凱（無印、WGP）→姚敏敏（MAX），香港配音員：袁淑珍，中國大陸配音員：趙麗）
星馬豪（配音員：池澤春菜，台灣配音員：王中璇（無印）→賀世芳（WGP）→馮美麗（MAX），香港配音員：區瑞華，中國大陸配音員：劉娜）
三國藤吉（配音員：神代知衣，台灣配音員：鄭仁君（無印、WGP）→陶敏嫻（MAX），香港配音員：謝潔貞、林丹鳳，中國大陸配音員：王艷梅）
鷹羽龍（配音員：高乃麗，台灣配音員：夏治世（無印、WGP）→馮美麗（MAX第2、44集）→許雲雲（MAX第51集），香港配音員：陸惠玲，中國大陸配音員：宋照明）
J（配音員：渡邊久美子，台灣配音員：鄭仁君，香港配音員：沈小蘭（無印、WGP）→蔡惠萍（MAX），中國大陸配音員：馬希鳳）
土屋博士（配音員：江原正士，台灣配音員：蔣瑞徵，香港配音員：黎偉明，中國配音員：蔣瑞徵）

### MAX篇
一文字豪樹（配音員：渡邊久美子，台灣配音員：陶敏嫻，香港配音員：黃麗芳）
一文字烈矢（配音員：日高範子，台灣配音員：許雲雲，香港配音員：蔡惠萍）
大神瑪莉娜（配音員：池澤春菜，台灣配音員：馮美麗，香港配音員：陸惠玲）

## 角色使用的迷你四驅車

### 國內篇及WGP篇
主要角色
| 角色                                              | 車種 |                 |
| ------------------------------------------------- | --- | --------------- |
| 日本TRF勝利隊（Tsuchiya Racing Factory VICTORYS） | |                 |
| 星馬烈 (隊長)                                     | 零代車種 | Super Astute r. |
| 第一代車種                                        | 音速戰神 (Sonic Saber) 此車高穩定性、扭力大、擅長跑高速彎道，在冬季大賽表現出色。又在春季賽附加賽中，獲得第三名，從而進軍超級杯全國大賽。 |                 |
| 第二代車種                                        | 先驅音速 (Vanguard Sonic) 承繼上代高超的過彎技巧，車身整體成V字流線型，風阻更進一步減低，加速力更強，配合大型尾翼合車身前端的V型車鼻，提高下壓力。 |                 |
| 第三代車種                                        | 颶風音速 (Hurricane Sonic) 此車除了承繼音速號的高穩定性與大扭力，進一步提升直線的加速力。其過彎方式猶豫飛機機翼，機翼的上表面是曲面，下表面是平面。當氣流經過機翼的時候，上表面的氣流流經的路程要大於下表面，因为流經上、下表面的氣流由機翼前端流到機翼後缘所用的時間相同，所以上表面的氣流的流速要大於下表面的气流的流速。根据百努力定理（簡單的说，流速越大，氣壓越小），上表面受到的氣壓小於下表面受到的氣壓。此二力的合力向上，可以克服重力，称稱為“空力”。颶風音速利用其反向力量，把升力轉化為空氣動力，從而獲得更強的下壓力，所以可以能使用很高的速度過彎，也保持了高穩定性。 |                 |
| 第四代車種                                        | 強棒音速 (Buster Sonic) 以躍動衝鋒為藍本而成的大徑車，因為使用大徑令直線速度提高不少，而且利用車頭的前置避震器，在直線跑道時，前輪向前移動，車頭稍稍抬起，減少空气的阻力，爭取最高直線速度；在彎道時前轮向後移移動，車頭降低，配合尾翼以爭取最大的下坡力和穩定性，也可以在過彎時能高度過內彎道，車子能在過彎時能以最高速度通過而又不會飛出跑道。 |                 |
| 第五代車種                                        | 迅雷音速 (Blitzer Sonic) 第二屆世界大賽中段開發的新車，因為賽道開始偏向技術型，所以回歸使用細徑車輪，車身集合了前幾代音速號的優點，再配搭航空式底盤，增強雙倍下壓力和空力輔助，使全車再任何賽道也保持高速，流暢和穩定性高低行駛。 |                 |
| 第六代車種                                        | G爆風音速 (G Blast Sonic) 原名為爆風音速(Blast Sonic)，本車是小烈在出國留學前為了與小豪進行最後的對決、同時也是為了向迷你四驅訣別而開發的車種。整臺車採取可變式結構，藉此來控制空氣的流動來調整車子的行動，讓車子擁有十分強大的過彎性能，後來在與小豪的對決中於賽道上的炎之走廊中浴火重生為G爆風音速並贏得了比賽勝利。 |                 |
| 第七代車種                                        | 宇宙音速 (Cosmo Sonic) 小烈在爆風音速敗給了由Lydia•Astaire操控的強烈衝鋒R後開發的車種，目前除了跟強烈衝鋒R一樣是使用前置式馬達外其餘機能還無法得知。 |                 |
| 概念車種                                          | 鬥馬音速 (Rodeo Sonic) 此車只是官方向第一代超音號致敬而出，除了使用中置馬達之外就沒有在動畫或漫畫登場。 |                 |
| 星馬豪                                            | |                 |
| 零代車種                                          | Manta Ray r. |                 |
| 第一代車種                                        | 衝鋒戰神 (Magnum Saber) 此車重視直路速度，全使用最低風阻的配搭，齒輪也以高速比見稱，可是過彎卻顯得比較吃力，此車下壓力很低，穩定性比較差，卻能使出必殺技衝鋒號龍捲風反敗為勝。必殺技衝鋒號龍捲風是車身全體在空中旋轉像是製造龍捲風一樣的招數。 |                 |
| 第二代車種                                        | 勝利衝鋒 (Victory Magnum) 此車承繼了上一代的速度，可是配合大型尾翼合車身前端的V型車鼻，使其下壓力大大提高，穩定性也較佳，也可以使出必殺技勝利衝鋒龍捲風。 |                 |
| 第三代車種                                        | 旋風衝鋒 (Cyclone Magnum) 欲修復V Magnum時，用虛擬賽車機器完成了設計，以豪的設計圖加上J的技術完成的車。此車以車身形狀製造下坡力，必須加速到一個程度後，才能提出高速，因為極度的輕量化，空氣阻力很低，在直線飛衝是其特長。依然可以繼續使用必殺技旋風衝鋒龍捲風。 |                 |
| 第四代車種                                        | 躍動衝鋒 (Beat Magnum) 因為全隊車子被義大利隊破壞，而使用了以旋風衝鋒為主體再配合其他4台車子的零件，造出的臨時車均發揮出超高速度，所以再以這個配合造出本車，並配搭ZMC底盤。另在車上搭載避震器，使車身和底盤之間擁有彈性，因為大口徑的輪胎使其極速提高，還可能使用飛魚跑法，很有豪的作風重視「飛衝」的高速型，可是車身比前幾代重，不能再使用龍捲風，新必殺技是衝鋒炸彈。最後憑此車贏了第一屆世界杯大賽的冠軍。 |                 |
| 第五代車種                                        | 電光衝鋒 (Lightning Magnum) 第二屆世界大賽中段開發的新車，因為賽道開始偏向技術型，所以回歸使用細徑車輪，車身集合了前幾代衝鋒號的優點，再配搭航空式底盤，增強雙倍下壓力和空力輔助，使全車再任何賽道也保持高速，流暢和穩定性高低行駛。 |                 |
| 第六代車種                                        | 強烈衝鋒R(Great Magnum R) 小豪在零式強烈衝鋒(Great Magnum Type Zero)被大神博士的兒子大神陽人的陽一號破壞後，將零式強烈衝鋒改造後完成的車種。小豪第一個使用前置式馬達的車種，車子兩側都各安裝了一個左輪手搶的彈倉，車尾也如同手槍般裝上了擊錘，能壓縮空氣、將空氣當作子彈裝填在彈倉內，並用車子後方的兩個噴氣口將壓縮的空氣發射藉此加速，也能只用單個噴氣口發射來轉向，甚至能填充火藥來強化加速機能。 |                 |
| 概念車種                                          | 野牛衝鋒 (Bison Magnum) 此車只是官方向第一代衝鋒號致敬而出，除了使用中置馬達之外就沒有在動畫或漫畫登場。 |                 |
| 鷹羽龍                                            | |                 |
| 第一代車種                                        | 三角箭X (Tridagger X) 此車與衝鋒號一樣是重視直線速度，可是車身卻完全使用了高速時形成的下壓力令車體緊貼地面行駛，所以車身不容易飛起來，穩定性也很高，其必殺技是飛牆行駛。 |                 |
| 第二代車種                                        | 三角箭X Wild (Tridagger WildX) 此車原是三角箭X與星馬兄弟比賽過程中被路過的熊破壞，鷹羽龍最後割了一些熊皮修補此車，最後使此車擁有野性的力量打敗了星馬兄弟。從漫畫中的一些細節(星馬兄弟使用的是二代車種、J已成為土屋博士的助手等)來推測，此車製作的時間點應為J離開大神麾下到沖田海登場之間，在這場比賽後鷹羽龍就因為不明的原因把此車又重新改造成三角箭X。 |                 |
| 第三代車種                                        | 新三角箭ZMC (Neo Tridager ZMC) 此車承繼了上一代充分使用下壓力，可是車身不單比以前輕，車身形狀也使用了空氣流動車身時的噴射效果，更使用了超強硬度的輕質材料ZMC為車身材料。此車一直使用到第一屆世界杯大賽結束，途中因為加裝了避震裝置令車子在任何賽道也能流暢行駛，世界杯最後一戰善用飛牆絕技在彎道外則石牆高速過彎。 |                 |
| 第四代車種                                        | 旭日之箭 (Rising Trigger) 第二屆世界大賽中段開發的新車，因為賽道更偏向技術型，此車以一文字博士開發的X型空力底盤作藍本，底盤本身已經可以製造出下壓力，土屋博士把這數據那來開發出的ZMC材質底盤再配搭本身已有強大下壓力車身，結果可以起步內短時間邊可以擁有雙倍的下壓力，最初贏過了還未學會使用下壓力的一文字豪樹的新車熾焰先鋒。 |                 |
| 概念車種                                          | 三角箭XX (Tridagger XX) 此車只是官方向第一代三角箭X致敬而出，除了使用中置馬達之外就沒有在動畫或漫畫登場。 |                 |
| 三國藤吉                                          | |                 |
| 第一代車種                                        | 疾速斧頭 (Spin Axe) 此車與音速號一樣重視過彎，可是比較偏強技術性彎道與連續性技術彎道，可以在彎道上以最短距離通過，也容易切入路線扒頭。 |                 |
| 第二代車種                                        | 疾速眼鏡蛇 (Spin Cobra) 此車承繼了斧頭號的過彎風格，車身使用了高強度材料，也提高了過彎的速度、穩定性和流暢性。 |                 |
| 第三代車種                                        | 疾速蝮蛇 (Spin Viper) 為了對應越野賽道而開發此車，車子搭載新型避震裝備，還可以使用高速裝備，得以高速過彎。 |                 |
| 第四代車種                                        | 零式電斧號 (Spin Axe Zero) 藤吉20年後以第一代疾速斧頭改裝而成，把車身重量大幅度減低，可以在彎道和直路也能流暢地駛過。 |                 |
| 概念車種                                          | 疾速斧頭二代機 (Spin Axe MK-II) 此車只是官方向第一代電斧號致敬而出，除了使用中置馬達之外就沒有在動畫或漫畫登場。 |                 |
| J                                                 | |                 |
| 第一代車種                                        | 原始戰神JB (Proto Saber B) 從一登場就讓星馬兄弟吃驚並棘手的一台車，接受過數次星馬兄弟的挑戰，差一點被他們的合體技打敗，19話在藤吉盃是第一次出場正式比賽，破壞包括Super Abunte、疾速斧頭號、三角箭X等數台車，但在兩台V賽車的合作下落海，被J撿回來後雖受重創卻仍跑完全程，之後20話J曾使用其零件修理三角箭X，當回和三角箭X的對戰也是電視上出現的最後一戰。大神所製造，可以使用遙控器遠處操縱其速度等精密動作的迷你四驅，使用空氣式煞車，由後方入風口吸收進空氣後可以發射空氣砲。 |                 |
| 第二代車種                                        | 原始戰神進化者(Proto Saber EVOlution) J的第二台車，第46話聽豪和其他人的意見決定開發，由J負責主要的設計、土屋加以協助，47話在最後機會賽中奪得第一而有機會進入SGJC大賽，但總是多多少少遭到攻擊或破壞，因而未得名，WGP篇時在車上加裝GP晶片和照射ZMC-γ光線正式成為GP車。56話中曾經因為要拯救其他人的車而遇到意外，57話重新組裝了一台。兼顧直線和彎道的萬能型車，在車殼內有特殊液體，以彷彿海豚的動作一般的「海豚系統《ドルフィンシステム》」改變車殼外型為最大特徵，可以順著風並適應不穩定的路面。94話因為J煩惱自己的力量不足因而在其上搭載了令交給J的「鯊魚系統《シャークシステム》」，速度雖然增快，卻因此暴走，丟棄「鯊魚系統」後，GP晶片所記憶住的一部分和「海豚系統」結合，形成一新必殺技「HyperDolphin 跑法《ハイパードルフィン走法》(超海豚跑法)」，20年中間J陸續地對其做後續改良。 |                 |

國內篇登場角色
| 角色 | 第一代車種 | 第二代車種 | 第三代車種 | 第四代車種 | 第五代車種 |             |
| --- | --- | --- | --- | --- | --- | ----------- |
| 黑澤太（聲優：陶山章央）                                                                                      | 黑色戰神 (Black Saber) 此車以力量簡稱，最初為求勝利而不擇手段去攻擊其他賽車，但後來領悟賽車樂趣後，變成正當的賽車手。 | 黑色戰神 (Black Saber) 此車以力量簡稱，最初為求勝利而不擇手段去攻擊其他賽車，但後來領悟賽車樂趣後，變成正當的賽車手。 | 黑色戰神 (Black Saber) 此車以力量簡稱，最初為求勝利而不擇手段去攻擊其他賽車，但後來領悟賽車樂趣後，變成正當的賽車手。 | 黑色戰神 (Black Saber) 此車以力量簡稱，最初為求勝利而不擇手段去攻擊其他賽車，但後來領悟賽車樂趣後，變成正當的賽車手。 | 黑色戰神 (Black Saber) 此車以力量簡稱，最初為求勝利而不擇手段去攻擊其他賽車，但後來領悟賽車樂趣後，變成正當的賽車手。 |             |
| 小廣誠（聲優：熊井統子）                                                                                      | 前衛者2001 (Avante 2001) 綠車車身雖然表面看起來平平無奇，但跑起來表現穩定，很少出問題。 | 戰神600 2001DX (Saber600 2001DX) 參考星馬兄弟等人而強化而成，速度比以前快。                                           | 戰神600 2001DX (Saber600 2001DX) 參考星馬兄弟等人而強化而成，速度比以前快。                                           | 戰神600 2001DX (Saber600 2001DX) 參考星馬兄弟等人而強化而成，速度比以前快。                                           | |             |
| 四驅戰士（聲優：森久保祥太郎）                                                                                | 光蠍號原型機 (Shining Scorpion) 光蠍號的試作型賽車，也使用了ZMC車身，國內篇和世界杯篇都各出現過一次。 | 光蠍號原型機 (Shining Scorpion) 光蠍號的試作型賽車，也使用了ZMC車身，國內篇和世界杯篇都各出現過一次。                 | 光蠍號原型機 (Shining Scorpion) 光蠍號的試作型賽車，也使用了ZMC車身，國內篇和世界杯篇都各出現過一次。                 | 光蠍號原型機 (Shining Scorpion) 光蠍號的試作型賽車，也使用了ZMC車身，國內篇和世界杯篇都各出現過一次。                 | |             |
| 四驅戰士（聲優：森久保祥太郎）                                                                                | 鬥士衝鋒VFX(Fighter Magnum VFX) 鬥士在原作使用的車種，是鬥士以市售的勝利衝鋒為基底開發出來的車種，車殼呈鏤空狀，使得原本就以高速見長的勝利衝鋒變得更加快速，再加上鬥士本人將車殼鏤空得十分巧妙，不但克服了勝利衝鋒不擅長應付彎道的弱點，甚至還讓車殼在輕量化的同時又不削減強度。 | | | | |             |
| 鷹羽二郎丸（聲優：大谷育江，台灣配音員：于正昌(國內篇第3集至20集)→林凱羚(國內篇第25集起至WGP篇)→許雲雲(MAX)） | 二郎丸特別號 (Jiromaru Special) 土屋博士特別製造給二郎丸的車，希望二郎丸可以以自己風格跑出好表現 | 二郎丸特別特別號 | 二郎丸特別特別特別號                                                                                                  | 二郎丸四次方特別號 | 二郎丸五次方特別號 | 新三角箭ZMC |
| 佐上純（聲優：西村千奈美，台灣配音員：鄭仁君）                                                                | 越野全壘打號 (Wild Homerun) | 夢幻全壘打號 (Homerun Manta Ray)                                                                                      | 夢幻全壘打號WGP (Homerun Manta Ray WGP)                                                                               | | |             |
| R（聲優：安藤亞里沙）                                                                                         | 三角翼龍 (Dragon Delta) | 三角翼龍 (Dragon Delta)                                                                                               | 三角翼龍 (Dragon Delta)                                                                                               | 三角翼龍 (Dragon Delta)                                                                                               | 三角翼龍 (Dragon Delta)                                                                                               |             |
| 三國智子（聲優：矢島晶子）                                                                                    | 花斧頭號 (Flower Axe) 無故製造出來的華麗賽車，可是華而不實。 | 花精蝮蛇 (Flower Viper) 以花精電斧號再以電動蝮蛇為藍本修改而成，此車比較像話。                                        | | | |             |

大神軍團登場角色
| 角色                        | 車種 | |
| --------------------------- | --- | --- |
| 沖田海 （聲優：今井由香）   | | |
| 第一代車種                  | 大蜘蛛 (Beak Spider) 此車前方車身是大型空氣罩，車輪前方擁有空氣刀，可以切割其他賽車，一直所向無敵，直到被新三角箭ZMC打敗後，沖田海便放棄再攻擊其他賽車，變成使人尊重的車手。後來於世界杯大賽擔任非洲草原軍團的教練，並改裝隊中賽車。                                                                                      | |
| 第二代車種                  | 非洲草原軍團新車: 大蜘蛛斑馬 (Beak Spider Zebra) 以黑蜘蛛來改裝草原斑馬成為黑蜘蛛斑馬，搭載搭載空氣刀設備與可變式尾翼，使車隊承繼力爭上游。 | |
| 近藤源 （聲優：喜田亞由美） | 破壞者 (Brocken Gigant) 此車於正篇是唯一使用前置式馬達配搭，因此如果不是戰鬥賽車的時候能發揮出很強的比賽技巧。此車擁有最強重量和壓破力，很容易撞爛其他賽車。WGP篇第30集，升級成超級賽車的巨霸號出現在近藤源寄給沖田海的錄影帶中，配色變成黑色為主。(與市面上售賣的破壞者號應該是同一部車，但也配合西班牙鬥牛風格的配色。) | 破壞者 (Brocken Gigant) 此車於正篇是唯一使用前置式馬達配搭，因此如果不是戰鬥賽車的時候能發揮出很強的比賽技巧。此車擁有最強重量和壓破力，很容易撞爛其他賽車。WGP篇第30集，升級成超級賽車的巨霸號出現在近藤源寄給沖田海的錄影帶中，配色變成黑色為主。(與市面上售賣的破壞者號應該是同一部車，但也配合西班牙鬥牛風格的配色。) |
| 土方令 （聲優：木藤聰子）     | 魔鬼司令 (Ray Stinger) 此車使用紅外線由戒指控制，車身前端裝上了ZMC材質的破壞針刺穿其他賽車。 | 魔鬼司令 (Ray Stinger) 此車使用紅外線由戒指控制，車身前端裝上了ZMC材質的破壞針刺穿其他賽車。 |

WGP篇登場角色
| 美國宇宙漫遊者隊（NA Astro Rangers）                           | |                                               |                                               |
| 布雷特（Brett，隊長）（聲優：伊藤健太郎，台灣配音員：林凱羚）  | 跳躍者號（Buck Blader） 此車四輪獨立機動緩衝裝置，可適應崎嶇不平的地面並增加抓地力。 配有力量推進器，使用完後電池電力耗盡，所以必須配合衛星計算其距離。 此車以在月球上負責探測的機器車為藍本而成。 |                                               |                                               |
| 喬（Jo，唯一女隊員）（聲優：矢島晶子，台灣配音員：楊凱凱）      | 跳躍者號（Buck Blader） 此車四輪獨立機動緩衝裝置，可適應崎嶇不平的地面並增加抓地力。 配有力量推進器，使用完後電池電力耗盡，所以必須配合衛星計算其距離。 此車以在月球上負責探測的機器車為藍本而成。 |                                               |                                               |
| 艾吉（Edge）（聲優：伊崎壽克）                                 | 跳躍者號（Buck Blader） 此車四輪獨立機動緩衝裝置，可適應崎嶇不平的地面並增加抓地力。 配有力量推進器，使用完後電池電力耗盡，所以必須配合衛星計算其距離。 此車以在月球上負責探測的機器車為藍本而成。 |                                               |                                               |
| 米勒（Miller）（聲優：菊池英博）                               | 跳躍者號（Buck Blader） 此車四輪獨立機動緩衝裝置，可適應崎嶇不平的地面並增加抓地力。 配有力量推進器，使用完後電池電力耗盡，所以必須配合衛星計算其距離。 此車以在月球上負責探測的機器車為藍本而成。 |                                               |                                               |
| 哈瑪（Hammer D）（聲優：鈴木琢磨）                             | 跳躍者號（Buck Blader） 此車四輪獨立機動緩衝裝置，可適應崎嶇不平的地面並增加抓地力。 配有力量推進器，使用完後電池電力耗盡，所以必須配合衛星計算其距離。 此車以在月球上負責探測的機器車為藍本而成。 |                                               |                                               |
| 義大利天馬隊（Rosso Strada）                                   | |                                               |                                               |
| 卡羅（Carlo，隊長） （聲優：結城比呂，台灣配音員：鄭仁君）     | 神劍號（Diospada） 深紅色戰車，使用可變動後輪操舵系統，表面上看似是為了流暢過彎的設定，事實上可暗地使用後舵系統/車頭的刀片發動死亡之舞(Adio Danza)暗地破壞其他賽車，與大神博士製造的破壞式賽車的名目張膽式破壞完全不同，但於WGP篇37集因為攻擊躍動衝鋒而停賽兩個月。後來卡羅於決賽第二站以些微之差壓倒強棒音速以第一衝線。 |                                               |                                               |
| 盧奇（Luchino）（聲優：上田祐司）                              | 神劍號（Diospada） 深紅色戰車，使用可變動後輪操舵系統，表面上看似是為了流暢過彎的設定，事實上可暗地使用後舵系統/車頭的刀片發動死亡之舞(Adio Danza)暗地破壞其他賽車，與大神博士製造的破壞式賽車的名目張膽式破壞完全不同，但於WGP篇37集因為攻擊躍動衝鋒而停賽兩個月。後來卡羅於決賽第二站以些微之差壓倒強棒音速以第一衝線。 |                                               |                                               |
| 朱里歐（Julio）（聲優：吉野裕行）                               | 神劍號（Diospada） 深紅色戰車，使用可變動後輪操舵系統，表面上看似是為了流暢過彎的設定，事實上可暗地使用後舵系統/車頭的刀片發動死亡之舞(Adio Danza)暗地破壞其他賽車，與大神博士製造的破壞式賽車的名目張膽式破壞完全不同，但於WGP篇37集因為攻擊躍動衝鋒而停賽兩個月。後來卡羅於決賽第二站以些微之差壓倒強棒音速以第一衝線。 |                                               |                                               |
| 里昂尼（Leone）（聲優：櫻井孝宏）                              | 神劍號（Diospada） 深紅色戰車，使用可變動後輪操舵系統，表面上看似是為了流暢過彎的設定，事實上可暗地使用後舵系統/車頭的刀片發動死亡之舞(Adio Danza)暗地破壞其他賽車，與大神博士製造的破壞式賽車的名目張膽式破壞完全不同，但於WGP篇37集因為攻擊躍動衝鋒而停賽兩個月。後來卡羅於決賽第二站以些微之差壓倒強棒音速以第一衝線。 |                                               |                                               |
| 佐拉（Zola）（聲優：柴本浩行）                                 | 神劍號（Diospada） 深紅色戰車，使用可變動後輪操舵系統，表面上看似是為了流暢過彎的設定，事實上可暗地使用後舵系統/車頭的刀片發動死亡之舞(Adio Danza)暗地破壞其他賽車，與大神博士製造的破壞式賽車的名目張膽式破壞完全不同，但於WGP篇37集因為攻擊躍動衝鋒而停賽兩個月。後來卡羅於決賽第二站以些微之差壓倒強棒音速以第一衝線。 |                                               |                                               |
| 德國鐵狼隊（Eisen Wolf）                                       | |                                               |                                               |
| 米海爾（Michael，隊長）（聲優：安達忍）                        | 第一代車種 : 野狼號(Breg Masse) 世界杯大賽後備隊員專用車。於世界杯大賽前半季出場，但成績一般。 第二代車種 : 野狼號(Berg Kaiser) 於世界杯大賽後半季正選隊員登場後的新車，此車左右形狀並不一樣，而且每個隊員的車子並不完全一樣，車子依然擁有強大下壓力和高穩定性行駛，兩台車身形狀相反的車可合體成必殺技野狼雙劍合壁(Zwei Flugen)和野狼火箭炮(Zwei Raketa)。在遇到日本隊之前是全勝記錄，米海爾使用此車前期更毫無對手，永遠是第一個回到終點，面對日本隊也以些微之差壓過躍動衝鋒得第一，可是整體戰卻輸了給日本隊。決賽卻因為強棒音速的出色變現被壓制到只有第三名，但最後終於以第二名的總成績過終點。 |                                               |                                               |
| 舒米德（Schmit）（聲優：石田彰）                               | 第一代車種 : 野狼號(Breg Masse) 世界杯大賽後備隊員專用車。於世界杯大賽前半季出場，但成績一般。 第二代車種 : 野狼號(Berg Kaiser) 於世界杯大賽後半季正選隊員登場後的新車，此車左右形狀並不一樣，而且每個隊員的車子並不完全一樣，車子依然擁有強大下壓力和高穩定性行駛，兩台車身形狀相反的車可合體成必殺技野狼雙劍合壁(Zwei Flugen)和野狼火箭炮(Zwei Raketa)。在遇到日本隊之前是全勝記錄，米海爾使用此車前期更毫無對手，永遠是第一個回到終點，面對日本隊也以些微之差壓過躍動衝鋒得第一，可是整體戰卻輸了給日本隊。決賽卻因為強棒音速的出色變現被壓制到只有第三名，但最後終於以第二名的總成績過終點。 |                                               |                                               |
| 艾力（Erich）（聲優：三木眞一郎）                              | 第一代車種 : 野狼號(Breg Masse) 世界杯大賽後備隊員專用車。於世界杯大賽前半季出場，但成績一般。 第二代車種 : 野狼號(Berg Kaiser) 於世界杯大賽後半季正選隊員登場後的新車，此車左右形狀並不一樣，而且每個隊員的車子並不完全一樣，車子依然擁有強大下壓力和高穩定性行駛，兩台車身形狀相反的車可合體成必殺技野狼雙劍合壁(Zwei Flugen)和野狼火箭炮(Zwei Raketa)。在遇到日本隊之前是全勝記錄，米海爾使用此車前期更毫無對手，永遠是第一個回到終點，面對日本隊也以些微之差壓過躍動衝鋒得第一，可是整體戰卻輸了給日本隊。決賽卻因為強棒音速的出色變現被壓制到只有第三名，但最後終於以第二名的總成績過終點。 |                                               |                                               |
| 阿道夫（Adolf）（聲優：伊藤健太郎）                            | 第一代車種 : 野狼號(Breg Masse) 世界杯大賽後備隊員專用車。於世界杯大賽前半季出場，但成績一般。 第二代車種 : 野狼號(Berg Kaiser) 於世界杯大賽後半季正選隊員登場後的新車，此車左右形狀並不一樣，而且每個隊員的車子並不完全一樣，車子依然擁有強大下壓力和高穩定性行駛，兩台車身形狀相反的車可合體成必殺技野狼雙劍合壁(Zwei Flugen)和野狼火箭炮(Zwei Raketa)。在遇到日本隊之前是全勝記錄，米海爾使用此車前期更毫無對手，永遠是第一個回到終點，面對日本隊也以些微之差壓過躍動衝鋒得第一，可是整體戰卻輸了給日本隊。決賽卻因為強棒音速的出色變現被壓制到只有第三名，但最後終於以第二名的總成績過終點。 |                                               |                                               |
| 希斯拿（Heslar）（聲優：吉野裕行）                             | 第一代車種 : 野狼號(Breg Masse) 世界杯大賽後備隊員專用車。於世界杯大賽前半季出場，但成績一般。 第二代車種 : 野狼號(Berg Kaiser) 於世界杯大賽後半季正選隊員登場後的新車，此車左右形狀並不一樣，而且每個隊員的車子並不完全一樣，車子依然擁有強大下壓力和高穩定性行駛，兩台車身形狀相反的車可合體成必殺技野狼雙劍合壁(Zwei Flugen)和野狼火箭炮(Zwei Raketa)。在遇到日本隊之前是全勝記錄，米海爾使用此車前期更毫無對手，永遠是第一個回到終點，面對日本隊也以些微之差壓過躍動衝鋒得第一，可是整體戰卻輸了給日本隊。決賽卻因為強棒音速的出色變現被壓制到只有第三名，但最後終於以第二名的總成績過終點。 |                                               |                                               |
| 俄羅斯銀狐隊（CCP Silver Fox）                                 | |                                               |                                               |
| 尤利（Yuri，隊長）（聲優：今井由香）                           | 奧米加01 (Omega01) 此車並沒有什麼特別特長，可是使用的尤利和其他隊員們很純熟，高穩定性，少犯錯，再加上高強合作性和默契在世界杯大賽中獲得了上游成績。 |                                               |                                               |
| 銀狐一號（本名：謝爾蓋）（聲優：山崎依里奈）                   | 奧米加01 (Omega01) 此車並沒有什麼特別特長，可是使用的尤利和其他隊員們很純熟，高穩定性，少犯錯，再加上高強合作性和默契在世界杯大賽中獲得了上游成績。 |                                               |                                               |
| 銀狐二號（本名：阿列克謝）（聲優：西村千奈美）                 | 奧米加01 (Omega01) 此車並沒有什麼特別特長，可是使用的尤利和其他隊員們很純熟，高穩定性，少犯錯，再加上高強合作性和默契在世界杯大賽中獲得了上游成績。 |                                               |                                               |
| 銀狐三號（本名：弗拉基米爾）（聲優：東久仁彦→川島得愛）        | 奧米加01 (Omega01) 此車並沒有什麼特別特長，可是使用的尤利和其他隊員們很純熟，高穩定性，少犯錯，再加上高強合作性和默契在世界杯大賽中獲得了上游成績。 |                                               |                                               |
| 銀狐四號（本名：安東）（聲優：酒井哲也）                       | 奧米加01 (Omega01) 此車並沒有什麼特別特長，可是使用的尤利和其他隊員們很純熟，高穩定性，少犯錯，再加上高強合作性和默契在世界杯大賽中獲得了上游成績。 |                                               |                                               |
| 中國小四驅走行團                                               | |                                               |                                               |
| 阿東（隊長）（聲優：渡邊菜生子）                               | 第一代車種 : 巨龍號 此車比較重視技術賽道，過彎性能超流暢。 第二代車種 : 光蠍號 (Shining Scorpion) 第二屆使用光蠍號參賽。 |                                               |                                               |
| 王仔（聲優：陶山章央）                                         | 光蠍號 (Shining Scorpion) 鐵心師傅以ZMC材質製作，也擁有較高下壓力，高穩定性和可以媲美躍動衝鋒的速度，使全隊成績一度壓過了日本隊。 |                                               |                                               |
| 阿南（聲優：小田木美惠）                                       | 第一代車種 : 巨龍號 第二代車種 : 閃光龍號 (Shining Dragon) 此車是巨龍號後繼車，速度更快。 第三代車種 : 光蠍號 (Shining Scorpion) 第二屆中期全隊使用光蠍號比賽，成績優異。 |                                               |                                               |
| 李姿（聲優：豐島雅美）                                         | 第一代車種 : 巨龍號 第二代車種 : 閃光龍號 (Shining Dragon) 此車是巨龍號後繼車，速度更快。 第三代車種 : 光蠍號 (Shining Scorpion) 第二屆中期全隊使用光蠍號比賽，成績優異。 |                                               |                                               |
| 彭彭（聲優：豐島雅美）                                         | 第一代車種 : 巨龍號 第二代車種 : 閃光龍號 (Shining Dragon) 此車是巨龍號後繼車，速度更快。 第三代車種 : 光蠍號 (Shining Scorpion) 第二屆中期全隊使用光蠍號比賽，成績優異。 |                                               |                                               |
| 非洲草原士兵隊（Savanna Soldiers）                             | |                                               |                                               |
| 沖田海（教練）                                                 | 大蜘蛛 (Beak Spider) 世界杯大賽只出賽過一次。 | 大蜘蛛 (Beak Spider) 世界杯大賽只出賽過一次。 | 大蜘蛛 (Beak Spider) 世界杯大賽只出賽過一次。 |
| 朱莉安娜（Juliana，隊長）（聲優：兵藤まこ，台灣配音員：賀世芳） | WGP前期車種: 熱帶斑馬 (Savanna Zebra) 沖田海當教練後誕生的戰車: 大蜘蛛斑馬 (Beak Spider Zebra) 搭載空氣刀設備與可變式尾翼。 |                                               |                                               |
| 莎麗瑪（Salima）（聲優：木藤聰子）                             | WGP前期車種: 熱帶斑馬 (Savanna Zebra) 沖田海當教練後誕生的戰車: 大蜘蛛斑馬 (Beak Spider Zebra) 搭載空氣刀設備與可變式尾翼。 |                                               |                                               |
| 維琪（Vicky）（聲優：大谷育江）                                | WGP前期車種: 熱帶斑馬 (Savanna Zebra) 沖田海當教練後誕生的戰車: 大蜘蛛斑馬 (Beak Spider Zebra) 搭載空氣刀設備與可變式尾翼。 |                                               |                                               |
| 米雪（Michel）（聲優：渡邊久美子）                             | WGP前期車種: 熱帶斑馬 (Savanna Zebra) 沖田海當教練後誕生的戰車: 大蜘蛛斑馬 (Beak Spider Zebra) 搭載空氣刀設備與可變式尾翼。 |                                               |                                               |
| 雷夢蒂娜（Clementina）（聲優：今井由香）                       | WGP前期車種: 熱帶斑馬 (Savanna Zebra) 沖田海當教練後誕生的戰車: 大蜘蛛斑馬 (Beak Spider Zebra) 搭載空氣刀設備與可變式尾翼。 |                                               |                                               |
| 北歐奧丁隊（Nordic Odin）                                      | |                                               |                                               |
| 瓦特（Waldegald，队长）（聲優：櫻井孝宏）                      | 白夜號(White Night) 搭載變壓齒輪系統。 | 白夜號(White Night) 搭載變壓齒輪系統。        | 白夜號(White Night) 搭載變壓齒輪系統。        |
| 尼姆（Nieminen）（聲優：芝原千彌子）                           | 白夜號(White Night) 搭載變壓齒輪系統。 | 白夜號(White Night) 搭載變壓齒輪系統。        | 白夜號(White Night) 搭載變壓齒輪系統。        |
| 珍娜（Janet）（聲優：渡邊久美子）                               | 白夜號(White Night) 搭載變壓齒輪系統。 | 白夜號(White Night) 搭載變壓齒輪系統。        | 白夜號(White Night) 搭載變壓齒輪系統。        |
| 瑪麗（Margareta）（聲優：大谷育江）                            | 白夜號(White Night) 搭載變壓齒輪系統。 | 白夜號(White Night) 搭載變壓齒輪系統。        | 白夜號(White Night) 搭載變壓齒輪系統。        |
| 瓦爾（Johnson）（聲優：森久保祥太郎）                           | 白夜號(White Night) 搭載變壓齒輪系統。 | 白夜號(White Night) 搭載變壓齒輪系統。        | 白夜號(White Night) 搭載變壓齒輪系統。        |
| 澳洲迴力標隊（AR Boomeran）                                    | |                                               |                                               |
| 吉姆（Jim，隊長）（聲優：宮崎一成）                             | 土著太陽(Native Sun) 以太陽能電池為主要驅動。車上並裝有一般電池，提供雨刷電力，雨刷功能為清理太陽能板，後期搭載了陽光馬達一度壓過了日本隊。 |                                               |                                               |
| 亞歷山大（Alexander）（聲優：永野廣一）                        | 土著太陽(Native Sun) 以太陽能電池為主要驅動。車上並裝有一般電池，提供雨刷電力，雨刷功能為清理太陽能板，後期搭載了陽光馬達一度壓過了日本隊。 |                                               |                                               |
| 西拿蒙（Cinnamon）（聲優：小谷朋子）                           | 土著太陽(Native Sun) 以太陽能電池為主要驅動。車上並裝有一般電池，提供雨刷電力，雨刷功能為清理太陽能板，後期搭載了陽光馬達一度壓過了日本隊。 |                                               |                                               |
| 邦妮（Berny）（聲優：喜田亞由美）                              | 土著太陽(Native Sun) 以太陽能電池為主要驅動。車上並裝有一般電池，提供雨刷電力，雨刷功能為清理太陽能板，後期搭載了陽光馬達一度壓過了日本隊。 |                                               |                                               |
| 威利（Willy）（聲優：中原茂）                                  | 土著太陽(Native Sun) 以太陽能電池為主要驅動。車上並裝有一般電池，提供雨刷電力，雨刷功能為清理太陽能板，後期搭載了陽光馬達一度壓過了日本隊。 |                                               |                                               |
| 牙買加酷炫加勒比隊（Cool Caribbean）                           | |                                               |                                               |
| 皮哥（Picco，隊長）（聲優：岩永哲哉）                          | 牙買加RG(ammie RG) 此車速度雖然落後於其他車隊，可是越野性能卻優於其他車隊，因為扭力比其他車隊強，能駛過沼澤，使車隊曾贏過了美國宇宙漫遊者隊。 |                                               |                                               |
| 莉塔（Rita）（聲優：今井由香）                                 | 牙買加RG(ammie RG) 此車速度雖然落後於其他車隊，可是越野性能卻優於其他車隊，因為扭力比其他車隊強，能駛過沼澤，使車隊曾贏過了美國宇宙漫遊者隊。 |                                               |                                               |
| 蒙地（Montey）（聲優：鈴木琢磨）                               | 牙買加RG(ammie RG) 此車速度雖然落後於其他車隊，可是越野性能卻優於其他車隊，因為扭力比其他車隊強，能駛過沼澤，使車隊曾贏過了美國宇宙漫遊者隊。 |                                               |                                               |
| 堂堂（Tamtam）（聲優：芝原千彌子）                             | 牙買加RG(ammie RG) 此車速度雖然落後於其他車隊，可是越野性能卻優於其他車隊，因為扭力比其他車隊強，能駛過沼澤，使車隊曾贏過了美國宇宙漫遊者隊。 |                                               |                                               |
| 帕蒂（Patty）（聲優：高乃麗）                                  | 牙買加RG(ammie RG) 此車速度雖然落後於其他車隊，可是越野性能卻優於其他車隊，因為扭力比其他車隊強，能駛過沼澤，使車隊曾贏過了美國宇宙漫遊者隊。 |                                               |                                               |
| XTOリボルバーズ                                                | |                                               |                                               |
| 里歐・庫斯科 （リオン・クスコ，隊長）（聲優：今井由香）        | 鋼布拉斯達XTO（ガンブラスターXTO） 於劇場版爆走迷你四驅大追蹤登場的四驅車 |                                               |                                               |
| ティーグル                                                     | 鋼布拉斯達XTO（ガンブラスターXTO） 於劇場版爆走迷你四驅大追蹤登場的四驅車 |                                               |                                               |
| ランクス                                                       | 鋼布拉斯達XTO（ガンブラスターXTO） 於劇場版爆走迷你四驅大追蹤登場的四驅車 |                                               |                                               |
| シアン（隊中唯一女隊員）                                       | 鋼布拉斯達XTO（ガンブラスターXTO） 於劇場版爆走迷你四驅大追蹤登場的四驅車 |                                               |                                               |
| ウルス                                                         | 鋼布拉斯達XTO（ガンブラスターXTO） 於劇場版爆走迷你四驅大追蹤登場的四驅車 |                                               |                                               |

|  |                            |
|  | 從不具備GP晶片             |
|  | 登場時沒有、後期加裝GP晶片 |

### MAX篇
主要角色
| 角色                            | 車種 | 車種 |
| ------------------------------- | --- | --- |
| 一文字 豪樹（聲優：渡邊久美子） | 第一代車種 | 超級先鋒Z-2 (Max Breaker Z-2) 此車是第一台使用新開發的X型空氣底盤的空氣式賽車，底盤本身可以自行製造出空氣下壓力，再配合Z-2的強烈感覺空氣力的流線型車身，能在周圍製造出空氣防護罩，在直線上有爆發性地跑是其特徵，和豪的衝鋒系列一樣都是高速型的車，X型空氣底盤搭載的賽車穩定性比以前的車種為高。必殺技為「Max Storm（極限風暴《マックスストーム》）」，在直線速度提升到一定程度後，便會產生空氣防護罩，只要前面有障礙物就會自動製造出空氣隧道，車子在內馳走速度為一般的3.5倍，看起來就像會消失一樣，可以藉此超越前方敵人和不利環境，此必殺技還能進化成二重及三重形式。第2話和日本隊在機場比賽雖然是最後一名，但實力相當被肯定，GJC春季賽中拿到第二名，Borzoi公開賽兩次都得到第一。 |
| 一文字 豪樹（聲優：渡邊久美子） | 第二代車種 | 熾焰先鋒 (Blazing Max) Z-2毀壞以後豪樹和一文字博士共同努力從Z-2再生出來的新車，車身使用了鈦金屬元素，強度足以和ZMC材質對抗，並使用了一文字博士和土屋博士共同研發的新型航空底盤，不但改良了入風口、還加強了下坡力，比以前更有穩定性，和前代一樣有製造空氣防護罩的能力。可是一開始豪樹只是發揮此車的動力性能，於是鷹羽龍受土屋博士之託並帶同新開發的新車旭日之箭回日本訓練豪樹，經過了幾次落敗終於都領悟如何善用下壓力，最後終於和鷹羽龍勢均力敵。在秋季賽中因為跑道被破壞而未能跑完全程，但是在M1大賽中卻和幻象號一起抵達終點獲得優勝。 |
| 一文字 烈矢（聲優：日高範子）   | | |
| 第一代車種                      | 影武者Z-3 (Shadow Breaker Z-3) 烈矢的第一台空氣式賽車，和豪樹的麥斯極速Z-2同樣是一文字博士所開發３台Breaker Z字號中的一台，但和它不同的是，ShadowBreaker很擅長戰鬥比賽，通常烈矢絕不稱它為影子極速而只稱它Z-3。在Borzoi學校中曾經贏過一對一百的比賽，很快地就和烈矢一起在學校出名，雖然在外面的大比賽中沒有贏得名次過（除了夏季賽預賽），但是其實力相當強，和Z-2合作的話還有能增加保護罩的速度和防禦力，可惜在Borzoi第二次公開賽中因為和Phantom Blade的對戰犧牲了自己讓Z-2前進，後半部落入熔岩之中而修復不能，之後前輪的車軸被烈矢移植到新車上。以像火焰一樣的花紋為特徵，裝載有能發出電擊的系統，電擊會由車前端發出，如果繼續擴大能量，雷電就會為在全車旁，必殺技為「雷電系統全開」等多種電氣攻擊類的招數，原本是專門攻擊破壞對手用的，但是在Borzoi公開賽中也靠此擊退Borzoi學校的學生們，保護夏季賽的參賽者。 | |
| 第二代車種                      | 幻象號Z-1 (Knuckle Breaker Z-1) 在Z-3毀壞之後，代替Z-3成為烈矢的搭檔的車，將一文字博士託付給南的箱子打開之後，在其中出現的就是這一台車未組裝前的模樣，是一文字博士多年前研究出但後來消失的一台神秘賽車，在和美國來的冠軍們比賽時成功地使出必殺技，也贏得了冠軍，在秋季賽中因為跑道被破壞而未能跑完全程，但是在M1大賽中卻和熾焰先鋒一起抵達終點獲得優勝。以從尾翼產生的強烈空力為特徵，跑的時候在車前方會產生箭頭式（或說盾牌式？）的防護罩，在車殼中央上方有入風口，在此入風口完全打開之前車身會比較不穩定，但在完全打開之後就能使用必殺技的「Knuckle Storm（ナックルストーム）」，衝過一空氣壁消失而大位移出現在前方的跑道。 | |
| 第三代車種                      | 無限極速Z-0 (Infinity Breaker Z-0) | |
| 大神 瑪麗娜（聲優：池澤春菜）   | | |
| 第一代車種                      | 火舞鳳凰 (Fire Stinger) | |
| 第二代車種                      | 火鳳凰熱熾號 (Phoenix Stinger) | |

MAX篇登場角色
| 角色                                          | 第一代車種                    | 第二代車種                       |
| --------------------------------------------- | ----------------------------- | -------------------------------- |
| 尼諾‧史特拉‧鮑索（聲優：大本眞基子）          | 霹靂流浪者號 (Borzoi Adean)   | 迪奧瑪斯‧尼諾 (Diomars Nero)     |
| 草薙 陣（聲優：星野佐登美）                   | 虎頭鉗入侵者 (Vise Intruder)  | 虎頭鉗入侵者 (Vise Intruder)     |
| 草薙 漸（聲優：淺川悠）                       | 幻影刀刃 (Phantom Blade)      | 幻影刀刃 (Phantom Blade)         |
| 草薙兄弟                                      | 幻影虎鉗掠奪者 (Phantom Vise) | 幻影虎鉗掠奪者 (Phantom Vise)    |
| 松 人志（聲優：上田祐司，台灣配音員：馮美麗） | 勝利冠軍號 (Victory Champ)    | 新勝利冠軍號 (Neo Victory Champ) |
| 真島 左京（聲優：鈴村健一）                   | 鮑索火箭號 (Borzoi Raketa)    | 火箭號2 (Raketa 2)               |
| 大善 一馬（聲優：宮崎一成）                   | 彩虹紅光號 (Red Sword)        | 彩虹紅光號 (Red Sword)           |
| 大善 力（聲優：小田木美惠）                   | 彩虹藍光號 (Blue Sword)       | 彩虹藍光號 (Blue Sword)          |
| 服部 龍平（聲優：野田順子）                   | 超級前衛者 (Super Avante)     | 風暴巡曳號 (Storm Cruiser)       |
| 楠 大吾（聲優：高乃麗）                       | GBS方程式 (GBS Formula)       | GBS方程式 (GBS Formula)          |

### Return Racers篇
| 角色   | 車種       | |
| ------ | ---------- | --- |
| 星馬翼 | 第一代車種 | Z飛翼衝鋒(Z Wing Magnum) 小豪用破損的F1零件改造小翼的飛翼衝鋒(Wing Magnum)後完成的車種。能使出宛如飛翔般的大跳躍，但如同前幾代衝鋒號一樣過彎性能極差，在接受小豪的改造前小翼也是以能使用這種跳躍技巧為前提進行改造，但在被小豪改造前都沒能成功。 |

## 主題曲

### 國內篇
- 片頭曲
  1. 「ウィニング・ラン! 〜風になりたい〜」 : 山形幸生 第1-25話
  2. 「FLESH & BLOOD 〜二つの想い〜」 : G-CRISIS 第26-51話
- 片尾曲
  1. 「ヨ! ブラザー」 : Boggie Man 第1-12話
  2. 「傷つくこともできない」 : 梶谷美由紀 第13-25話
  3. 「恋のターゲット・ボーイ」 : THE PINK HOPS 第26-39話
  4. 「夢の涯てまでも」 : PERSONZ 第40-51話

### WGP編
- 片頭曲
  1. 「GET THE WORLD」 : 影山浩宣
- 片尾曲
  1. 「Grow Up Potential 〜夢に向かって〜」 : GANASIA 第1-13話
  2. 「Tune-up Generation」 : 松宮麻衣子 第14-27話
  3. 「We are the VICTORYS」 : ザ・ビクトリーズ 第28-39話
  4. 「今夜はイブ!」 : レッツゴーBOYS & GIRLS 第40-51話

### MAX編
- 片頭曲
  1. 「BRAVE HEART」 : 鋼鐵兄弟
- 片尾曲
  1. 「My name is カーボーイ」 : 影山浩宣 with KIDS MAX 第1-26話
  2. 「僕らのFREEDOM」 : YUKA SATO 第27-51話

## 每集標題

### 國內篇
| 集數 | 標題（日語）                                       | 標題（台譯）                         | 標題（香港TVB）                  |
| ---- | -------------------------------------------------- | ------------------------------------ | -------------------------------- |
| 1    | ミニ四駆兄弟登場走れセイバー!                      | 爆走兄弟上場了！衝吧，戰神號！       | 四驅兄弟出場！Let's Go！         |
| 2    | ウインターレース波亂の決勝戦!!                     | 驚險萬分的決賽                       | 風暴之中的決勝戰                 |
| 3    | 謎のフルカウルマシン!                              | 神秘的全覆式軌道車                   | 神秘的超低風阻四驅車             |
| 4    | 嵐の兄弟対決! 爆走ダウンヒルレース!                | 爆走超級下坡道大賽                   | 同疾風兄弟激烈的落山賽           |
| 5    | 再対決! トライダガーX地下水路の戦い!               | 再次與三角箭對決，下水道之戰         | 再戰火鳥X，地下水渠之戰          |
| 6    | 危うしマグナム! 稲妻走りの新マシン!!               | 衝鋒戰神危險了，快如閃電的新型賽車   | 麥林號有兇險！快如閃電的四驅車！ |
| 7    | 激突! コーナー勝負ソニックセイバーVSスピンアックス | 激烈的彎道競賽，音速戰神對疾速斧頭   | 彎道決勝負，超音號激戰電斧號！   |
| 8    | かっ飛べマグナム! スプリングレースをめざせ!        | 衝吧，衝鋒戰神，為春季賽加油         | 麥林號飛啦！目標是春季大賽       |
| 9    | 強敵大集合! 火花を散らすスプリングレース           | 強敵大集合！火花四射的春季賽         | 高手雲集！激烈的春季大賽         |
| 10   | 必殺マグナムトルネード!                            | 必勝的衝鋒戰神龍捲風                 | 絕招！麥林號龍捲風               |
| 11   | 烈の危機! 殘されたチャンス                         | 小烈的危機！剩下的最後機會           | 阿烈的危機                       |
| 12   | 豪の挑戦! マグナムを取り戻せ!!                     | 小豪的挑戰！奪回衝鋒戰神             | 豪仔的挑戰！要取回麥林號         |
| 13   | 6人目のフルカウルレーサー                          | 第六個全覆式軌道賽車手               | 第六個超低風阻車車手             |
| 14   | 驚異の最強マシン大神博士の野望!                    | 最強勁的對手！大神博士的野心         | 最強的四驅車，大神博士的野心     |
| 15   | ギャングと対決! ご先祖様を守れ!!                   | 與流氓對決！保護戰神號的祖先         | 與壞人對決！保護戰神號的始祖     |
| 16   | 火山口の死闘! セイバー絶體絶命!                    | 火山口的決鬥！戰神號一命嗚呼         | 火山口決一死戰！戰神號慘遭毀滅   |
| 17   | Vマシン誕生! 勝利の明日に賭けろ                    | 新車誕生！為勝利的明天而賭           | V四驅車誕生！為明日的勝利再努力  |
| 18   | 走れVマシン! 危険がいっぱい遊園地レース            | 雙V新車衝刺！充滿危險的遊樂園比賽    | V四驅車出賽！危險的遊樂場賽事    |
| 19   | 強敵JBを倒せ!! 友情のVパワー                       | 打倒強敵原始戰神！友情的V力量        | 友情的力量！打倒JB快刀號         |
| 20   | 消えたマシントライダガーX!                         | 消失的車子三角箭！                   | 火鳥X不見了                      |
| 21   | チイコ大旋風対決! 星馬兄弟                         | 千子大旋風！星馬兄弟大決鬥           | 井子旋風，四驅兄弟決戰！         |
| 22   | 帰ってきたあいつ恐怖の切り裂きマシン!              | 恐怖的破壞魔王又回來了               | 海外回歸的恐怖四驅車             |
| 23   | 缶詰工場の決闘! 新たなる旅立ち                     | 罐頭工廠的決鬥！踏上新的旅程         | 罐頭工場的決鬥！一個新的開始     |
| 24   | スピンコブラ発進! ニューマシン開発指令             | 疾速眼鏡蛇出發！新車開發指令         | 製造新電斧號！電動眼鏡蛇面世     |
| 25   | サマーレース開催ミニ四駆の熱い夏!                  | 夏季賽開始！迷你賽車的熱情夏季       | 夏季賽開鑼！迷你四驅車熱浪       |
| 26   | 傷だらけのゴール! 涙のトライダガー                 | 傷痕纍纍的終點！含淚的三角箭         | 慘烈的賽事！鷹羽龍的眼淚         |
| 27   | 炎のニューマシンよみがえれトライダガー             | 火焰新車！三角箭再度復活             | 新車誕生！重生的火鳥X            |
| 28   | 焼結! 驚異のZMC鷹羽リョウ完全復活                  | 驚人的ZMC燒好了！鷹羽龍完全復活      | 驚人的新火鳥，鷹羽龍完全復活     |
| 29   | 激流パニック! ミニ四駆救助隊                       | 激流事件！迷你賽車救援隊             | 被困激流！迷你四驅車救援隊       |
| 30   | 海だ! サルだ! チームワークで大勝負                 | 海洋與猴子！同心協力大作戰           | 馬騮車手！人猴大決戰             |
| 31   | ブロッケンG登場! 破壊の重量級マシン                | 破壞者號登場！破壞性的重量級賽車     | 巨霸號出場！重量級的破壞王       |
| 32   | ゆうれいと対決! 學校七不思議レース!!               | 與幽靈決鬥！學校的七不思議比賽       | 與幽靈對決！學校七不思議比賽！！ |
| 33   | 砂嵐の戦い! ルール無用の大神レース                 | 風沙之戰！毫無規則的大神杯比賽       | 風沙之戰！毫無規則的大神特別賽   |
| 34   | キャンプで決戦! 追いつめられたJ                    | 露營地的決鬥！走投無路的J            | 野外決戰！阿J被要脅              |
| 35   | 敵はVマシン! レッツゴー奪回作戦                    | 敵人是雙V戰神！奪回愛車大作戰        | V四驅車變成敵人！愛車奪回戰      |
| 36   | 幻のスコーピオン伝説のミニ四駆                     | 消失的蝎子號，傳說中的迷你賽車       | 夢幻迷你四驅車，神奇幻彩實驗號   |
| 37   | レイスティンガー! 大神の切り札!                    | 魔鬼司令，大神的最後王牌！           | 大神的殺手鐧銀影號！             |
| 38   | 復活! マグナムその名はサイクロン                   | 勝利衝鋒復活！它的名字叫旋風         | 勝利麥林復活！新車旋風麥林       |
| 39   | サイクロン上陸! 俺は天才デザイナー                 | 旋風登陸！我是天才設計師             | 旋風登陸！我是天才設計師         |
| 40   | 白熱のオータムレース                               | 白熱化的秋季賽                       | 白熱化的秋季賽                   |
| 41   | 対立! Jと豪危うしサイクロン                        | J與小豪的對立！危險的旋風號          | 阿J豪仔對立！旋風麥林的危機      |
| 42   | ミニ四師匠 豪!? 秋祭りレース開催                   | 小豪當師父？秋季廟會比賽開始         | 秋祭賽事，豪仔做左師父！？       |
| 43   | 王子様とレース! ジュン愛逃避行                     | 跟王子比賽！純愛逃避行               | 王子殿下到訪，一次難忘的賽事！   |
| 44   | マグナム絶好調! 烈のあせり                         | 旋風衝鋒狀況極佳！小烈心急了         | 旋風麥林狀態大勇！阿烈好煩燥呀！ |
| 45   | 烈の裡切り!? ソニックVSマグナム                    | 小烈的背叛？先驅音速與旋風衝鋒的對決 | 超音麥林對決～阿烈做左叛徒！？   |
| 46   | 復活のJ! プロトセーバーEVO.（エボリューション）    | 復活的J！原始戰神進化者              | 阿J復出！新車改革快刀號！        |
| 47   | 火花散るラストチャンス!                            | 火花四散的最後機會！                 | 充滿火藥味的最後機會             |
| 48   | SGJC開幕!! 波亂のスタート!                         | 超級杯開幕！高潮疊起的開始           | 總決賽開幕！混亂的起步！         |
| 49   | レッツゴー大苦戦! 爆進! 破壊軍団                   | 爆走兄弟大苦戰！破壞軍團爆進         | 四驅兄弟苦戰，破壞軍團大攻勢     |
| 50   | 大激戦! 雪山コース 過酷な第2グラウンド!            | 雪山場地大激戰！嚴酷的第二戰         | 雪山賽道激戰！嚴峻的第2圈賽事    |
| 51   | 栄光の表彰台!! 勝利のミニ四駆                      | 光榮的領獎臺！勝利的迷你賽車         | 光榮的頒獎台！！勝利的迷你四驅車 |

### WGP篇
| 集數 | 標題（日語）                                              | 標題（台譯）                             | 標題（香港TVB）                      |
| ---- | --------------------------------------------------------- | ---------------------------------------- | ------------------------------------ |
| 1    | ミニ四駆新時代 めざせ世界グランプリ!                      | 迷你賽車新時代，目標世界冠軍             | 迷你四驅車的新時代！向世界盃進軍！   |
| 2    | TRFビクトリーズ誕生! WGP日本開幕!                         | 日本代表隊誕生，世界盃在日本開幕         | TRF勝利隊誕生！格蘭披治世界盃開鑼！  |
| 3    | GPマシン完成! リーダーはだれ?                             | GP賽車完成！誰來當隊長？                 | GP車完成！邊個做隊長呢？             |
| 4    | 驚異のチームプレー! 氷原から來た銀狐                      | 驚人的團隊表現！來自冰原的銀狐           | 巧妙的團體合作，來自冰原的銀狐       |
| 5    | 打倒! バックブレーダー 猛特訓を乗り切れ                   | 打倒美國隊，克服魔鬼訓練                 | 進行嚴厲特訓，要打倒俠客號！         |
| 6    | 激走! GPクロス 4位をねらえ!                               | GP大激戰！爭奪第四名                     | 激烈的第三回合，為第四名而戰！       |
| 7    | ビクトリーズの危機! 新監督たまみ先生?!                    | 日本隊的危機！新教練珠美老師             | TRF的危機，柳老師做領隊              |
| 8    | 番外対決 豪VSエッジ                                       | 小豪與EDGE的場外對決                     | 單打獨鬥，豪仔對艾迪                 |
| 9    | 謎の覆面レーサー 俺達カッ飛びブッちぎり                   | 神秘的蒙面賽車手，我們要全力衝刺         | 神秘的幪面車手，我們喜歡快放啦       |
| 10   | 二郎丸參戦! アストロドームの戦い                          | 二郎丸參賽，宇宙巨蛋之戰                 | 二郎丸參戰！太空會館的賽事！         |
| 11   | 秘密兵器! 衝撃!! パワーブースター                         | 衝擊的秘密武器，強力推進器               | 秘密武器！好震撼呀！                 |
| 12   | 春夏秋冬全開バトル 北國のリーダー                         | 春夏秋冬全力戰鬥，來自北國的隊長         | 春夏秋冬四季賽道，北國的隊長         |
| 13   | ジャングルを切り裂け! 蘇るキラーマシン!!                  | 割裂叢林，賽車殺手復活                   | 截斷火路！戰鬥車復活！               |
| 14   | 伝説のマシンを持った変な奴                                | 擁有傳奇賽車的怪人                       | 來自深山的車手                       |
| 15   | ビクトリーズVS光蠍(ゴンキ) シャイニングスコーピオン參上!  | 日本隊大戰光蝎隊，閃亮蝎子號上場         | 中日車隊大戰，光蠍號的第一戰！       |
| 16   | 帰ってきた王者(チャンピオン) 輝け! グレートジャパンカップ | 冠軍歸來，閃耀的全日本大賽               | 回歸國內賽事，前度總冠軍受挫         |
| 17   | 嵐の中の大作戦! ニューモーターに賭けろ!                   | 暴風雨中的激戰，用新馬達下賭注           | 雨中大戰！新摩打面世！               |
| 18   | 子供の日大レース GPレーサー大集合                         | 兒童節的比賽，GP選手大集合               | 兒童節的大賽事，GP車手仔仔一堂       |
| 19   | 勝て!恐怖のデスマッチ ディオスパーダVSサイクロンマグナム  | 恐怖的生死決鬥，神箭號大戰旋風衝鋒       | 恐怖的死亡接觸，天馬號對旋風麥林     |
| 20   | リズムに乗って突っ走れ! あつい國から來たレーサー          | 乘著節拍向前衝，來自南國的選手           | 來自熱帶車手，充滿節奏感的車！       |
| 21   | 燃えろ藤吉! スピンコブラの逆襲                            | 充滿鬥志的藤吉，疾速斧頭眼鏡蛇的反攻     | 藤吉爆發衝勁！電動眼鏡蛇發威呀！     |
| 22   | 決めるぜ、日本一! 商店街で大レース!!                      | 誰是日本第一，商店街大賽                 | 爭奪日本第一寶座！商店街的大賽事！！ |
| 23   | 先手必勝! スタート勝負!?                                  | 先下手為強！起跑決勝負                   | 偷步陷阱！用起步定輸贏！？           |
| 24   | 選手は誰だ? 開催! ドリームチャンスレース                  | 選手是誰？夢幻機會賽開賽                 | 夢幻機會大賽？邊個代表出賽？         |
| 25   | ライバル勢ぞろい 白熱! ドリームチャンスレース             | 強敵環恃，激烈的夢幻機會賽               | 強敵雲集，夢幻機會大賽白熱化！       |
| 26   | ゴール前の大逆転 決著! ドリームチャンスレース             | 終點前的反敗為勝，夢幻機會賽結束         | 終點前逆轉乾坤，令人震撼的賽果！     |
| 27   | 紅の閃光! ロッソストラーダの魔手!!                        | 紅色閃光！義大利隊的魔手                 | 紅色的閃光！天馬隊的魔爪！           |
| 28   | スリーリレーバトル! 打倒! ディオスパーダ                  | 三人接力賽，打倒義大利隊                 | 三人接力賽，要打倒天馬隊！           |
| 29   | 奴がリーダー? 姿を見せた強敵!                             | 他是隊長？強敵現身                       | 他就是隊長？強敵終於出現啦！         |
| 30   | 復活のレーサー                                            | 復活的賽車手                             | 復出做車手！                         |
| 31   | 決死のミニ四サバイバル!                                   | 迷你四驅越野驚魂記                       | 迷你四驅車求生記！                   |
| 32   | 真夏の悪夢! でた!おばけ合宿                               | 仲夏惡夢！鬼影幢幢的集訓                 | 盛夏的惡夢，一次特別的集訓！         |
| 33   | ミニ四駆親子レース 速さの秘密はお父さん?                  | 迷你賽車親子大賽，快速的秘訣在爸爸身上？ | 親子迷你四驅車大賽，快車手的秘密？   |
| 34   | ビクトリーズ壊滅!! 死闘タワーサーキット!                  | 日本隊毀滅，高塔賽車場生死鬥             | TRF隊全軍覆沒，斜塔賽道死戰！        |
| 35   | 誕生! 友情のニューマシン!!                                | 友情的新車誕生！                         | 滿載友情的新車誕生！                 |
| 36   | 五ヶ國対抗選抜レース! 激走!ビートマグナム                 | 五國對抗選拔賽，躍動衝鋒號衝刺           | 五國代表對抗賽！快拍麥林初次登場！   |
| 37   | 荒馬たちの輓歌                                            | 野馬們的輓歌                             | 天馬隊的輓歌                         |
| 38   | めざせ大逆転 絶対不利をはね返せ!                          | 目標反敗為勝，扭轉逆勢                   | 期望逆轉乾坤，扭轉不利形勢           |
| 39   | 天才との対決! でるか必殺技                                | 和天才對決！必勝絕招會出現嗎             | 同天才決戰，創出新絕招               |
| 40   | バックブレーダーの厚い壁                                  | 美國隊的銅墻鐵壁                         | 俠客號的銅牆鐵壁                     |
| 41   | リーダーの責任                                            | 隊長的責任                               | 隊長的責任                           |
| 42   | 走れ! ダブルスピン                                        | 衝啊，雙重疾速號                         | 電動蝮蛇誕生                         |
| 43   | 邪悪な走行! EVO(エボリューション)が変わる時               | 邪惡的跑法，進化者改變時                 | 邪惡的走法！改革快刀號的革命         |
| 44   | よみがえれ烈!                                             | 復活吧，小烈！                           | 要重新振作呀！阿烈！                 |
| 45   | めざせ決勝戦! フリーフォーメーションで突っ走れ!           | 目標最後決賽，用自由隊形向前衝           | 進軍最後決戰！自由走法出奇制勝！     |
| 46   | ファイナルステージスタート!                               | 最後決戰開始！                           | 最後決戰開始啦！                     |
| 47   | 灣岸コースをぶっとばせ!                                   | 衝破灣岸跑道！                           | 海岸公路賽道的激戰！                 |
| 48   | 波亂の第2ステージ!!                                       | 波瀾萬丈的第二戰！                       | 風起雲湧的第二賽區賽事！             |
| 49   | 勝者の條件!                                               | 勝利者的條件                             | 成為勝利者的條件                     |
| 50   | 世界一へスタート                                          | 朝向世界第一出發                         | 進軍世界第一                         |
| 51   | 栄光のゴールをめざして                                    | 朝著光榮的終點奔去                       | 勇闖終點！奪取冠軍！                 |

### MAX篇
| 集數 | 標題（日語）                                     | 標題（台譯）                     | 標題（香港TVB）                  |
| ---- | ------------------------------------------------ | -------------------------------- | -------------------------------- |
| 1    | おれは豪树だ!                                    | 我是一文字豪樹!                  | 我是一文字豪树!                  |
| 2    | 胜负だぜ、ビクトリーズ!!                         | 一決勝負吧，勝利隊!!             | 一决胜负吧，胜利队!!             |
| 3    | 岚を呼ぶ兄弟対决                                 | 激烈的兄弟對決                   | 激烈的兄弟对决                   |
| 4    | 谜の少女レーサー                                 | 神秘的少女車手                   | 神秘的少女车手                   |
| 5    | ボルゾイスクールの掟                             | 鮑索學校的法則                   | 鲍索学校的法则                   |
| 6    | 进め町内防卫队!                                  | 城市保衛戰!                      | 城市保卫战!                      |
| 7    | 炎の激闘！ ＧＪＣの热い冬!!                      | 熱鬧的超級日本冬季賽!!           | 热闹的超级日本冬季赛!!           |
| 8    | 二台のマシンを使うすごい奴!!                     | 同時操縱兩台車的人!!             | 同时操纵两台车的人!!             |
| 9    | 100対1の戦い!!                                   | 1對100比賽!!                     | 1对100比赛!!                     |
| 10   | 胁威のロケットマシン!                            | 威力十足的火箭號!                | 威力十足的火箭号!                |
| 11   | 秘められた力                                     | 潛藏的力量                       | 潜藏的力量                       |
| 12   | 最悪のスタート！ ボルゾイオープン开幕!!          | 最糟糕的開始，鮑索公開賽!!       | 最糟糕的开始，鲍索公开赛!!       |
| 13   | 消えるマシン!                                    | 消失的賽車!                      | 消失的赛车!                      |
| 14   | 果てしなきゴール！ ボルゾイオープン决着!!        | 遙遠的終點，鮑索公開賽!!         | 遥远的终点，鲍索公开赛!!         |
| 15   | 烈矢の挑戦!                                      | 烈矢的挑戰!                      | 烈矢的挑战!                      |
| 16   | 川下町デンジャラスレース!                        | 川下市比賽!                      | 川下市比赛!                      |
| 17   | 左京からの挑戦状                                 | 左京的挑戰狀                     | 左京的挑战状                     |
| 18   | セントー！？ ショーブ！ お风吕レースの热き戦い!! | 熱鬧的澡堂大賽!!                 | 热闹的澡堂大赛!!                 |
| 19   | 见えない敌                                       | 看不見的車手                     | 看不见的车手                     |
| 20   | 敌は忍者!?                                       | 對手是忍者!?                     | 对手是忍者!?                     |
| 21   | 忍者の正体!                                      | 忍者的真面目!                    | 忍者的真面目!                    |
| 22   | 最强のパートナー 怒りの炎雷攻撃!!                | 最強搭檔，憤怒的雷火攻擊!!       | 最強搭档，愤怒的雷火攻击!!       |
| 23   | 惊异の合体技! 2対2の激闘!!                       | 驚人的合體技，二對二的激烈戰鬥!! | 惊人的合体技，二对二的激烈战斗!! |
| 24   | 地狱の底から来たレーサー                         | 戴墨鏡的車手                     | 戴墨镜的车手                     |
| 25   | 実况はまかせて！ ファイターレディ见参            | 女鬥士登場                       | 女斗士登场                       |
| 26   | プラズマ封印                                     | 封印等離子攻擊                   | 封印等离子攻击                   |
| 27   | サマーレースだ 南に走れ!!                        | 夏季大賽，向南方出發!!           | 夏季大赛，向南方出发!!           |
| 28   | 四人目のレーサー                                 | 第四名車手                       | 第四名车手                       |
| 29   | Ｇ Ｊ Ｃ 大予选                                  | 超級日本杯預賽                   | 超级日本杯预赛                   |
| 30   | オレたちの走り                                   | 我們的跑法                       | 我们的跑法                       |
| 31   | ＧＪＣ(グレートジャパンカップ)サマー开催         | 夏季大賽開幕                     | 夏季大赛开幕                     |
| 32   | レースジャック!!                                 | 封閉式比賽!!                     | 封闭式比赛!!                     |
| 33   | 死闘の果ての胜者                                 | 殊死戰最後的勝利                 | 殊死战最后的胜利                 |
| 34   | オレの相棒(パートナー)                           | 我的夥伴                         | 我的伙伴                         |
| 35   | 烈矢の新マシン！ ナックルブレイカー              | 烈矢的新車幻象號                 | 烈矢的新车幻象号                 |
| 36   | ＵＳＡチャンプ上陆!!                             | 美國隊登陸!!                     | 美国队登陆!!                     |
| 37   | 空母强袭！ナックルストーム                       | 航空母艦上的霹靂風暴             | 航空母舰上的霹雳风暴             |
| 38   | 一文字兄弟の秘密!!                               | 一文字兄弟的秘密!!               | 一文字兄弟的秘密!!               |
| 39   | 再戦!サマーレース                                | 再戰夏季大賽                     | 再战夏季大赛                     |
| 40   | ミニ四駆の悪魔 ネロ・ステラ・ボルゾイ            | 可怕的賽車手，尼諾.史特拉        | 可怕的赛车手，尼诺.史特拉        |
| 41   | マリナ 父との再会                                | 瑪麗娜父女相逢                   | 玛丽娜父女相逢                   |
| 42   | 悪梦の対戦                                       | 可怕的較量                       | 可怕的较量                       |
| 43   | 史上最强の新マシン ディオマース・ネロ            | 史上最強的四驅車.迪奧瑪斯‧雷洛   | 史上最强的四驱车.迪奥玛斯‧雷洛   |
| 44   | 完成！新マックス 豪树ＶＳリョウ                  | 熾焰先鋒完成.豪樹VS阿龍          | 炽焰先锋完成.豪树VS阿龙          |
| 45   | 胜者なきオータムレース                           | 沒有冠軍的秋季大賽               | 没有冠军的秋季大赛               |
| 46   | 强豪集结 Ｍ1开幕                                 | 高手雲集的M1四驅車大賽           | 高手云集的M1四驱车大赛           |
| 47   | 1対1                                             | 1對1                             | 1对1                             |
| 48   | 决戦のグリーンシグナル                           | 決戰的綠色信號                   | 决战的绿色信号                   |
| 49   | 悲しき追撃                                       | 悲劇的追擊                       | 悲剧的追击                       |
| 50   | 史上最大のレース                                 | 史上最強大賽                     | 史上最强大赛                     |
| 51   | ゴール!!(最终回)                                 | 終點!![完]                       | 终点!![完]                       |

## 電視播出時段

### 香港
1997年於翡翠台播出國內篇及WGP篇，及2000年於翡翠台播出MAX篇。2009年5月再於無綫兒童台重播。當中，國內篇第32集因為涉及鬼怪題材而不適合於下午時份播出，故延遲至1998年10月28日的早上時段補播（當天為重陽節假期） 而同年12月2日開始重播國內篇的集數時則因為是在早上時份播放，故有一併播放這集，至於無綫兒童台重播時則沒有播放過這集。
首播時間如下：
| 國內篇 | 1997年3月11日  |
| WGP篇  | 1997年9月20日  |
| MAX篇  | 2000年11月22日 |

### 台灣
爆走兄弟的版權屬於三立電視台所有，國內篇首度於1997年10月17日在華視播出（但華視僅播出國內篇），三立都會台也於1997年12月5日首次播出，並於1998年4月29日引進播出WGP篇，此後數年間三立也多次輪流重播國內篇與WGP篇。但後來八大電視台亦取得國內篇及WGP篇的版權，故亦得以在八大綜合台播出。
此外，東森電視台於2004年春季，播出爆走兄弟Max版本，並數度重播。
國內篇及WGP篇
- 2006年7月25日至2006年10月3日：每週一至週五於八大綜合台播出，播放時間為下午三點至五點，每次播放兩集。
- 2006年12月9日至2007年6月2日：每週六、日於八大綜合台播出，播放時間為下午四點至五點，每次播放兩集。
- 2007年9月10日至2008年1月29日：每週一至週五於八大綜合台播出，播放時間為下午五點至五點半，每次播放一集。

## 相關產品

### 書籍
- 『爆走兄弟Let's & Go!!WGP導覽』（爆走兄弟レッツ&ゴー!!WGPガイド）小學館、1997年
於WGP篇播放期間，收錄設定資料和導演專訪等內容，亦為專為此書繪製了不少全新插畫，目前已絕版。再版連署投票（日文） （页面存档备份，存于）

### 錄影帶、DVD
- 爆走兄弟Let's & Go!!（爆走兄弟レッツ&ゴー!!）：錄影帶：販售版/出租版全13卷
- 爆走兄弟Let's & Go!!WGP（爆走兄弟レッツ&ゴー!!WGP）：錄影帶：販售版/出租版全12卷
- 爆走兄弟Let's & Go!!MAX（爆走兄弟レッツ&ゴー!!MAX）：錄影帶：販售版/出租版全13卷
- 電影爆走兄弟Let's & Go!!WGP 失控迷你賽車大追蹤!（映画爆走兄弟レッツ＆ゴー!!WGP 暴走ミニ四駆大追跡!）：錄影帶：販售版/出租版全1卷
- 爆走兄弟Let's & Go!!特別編輯版 迷你四驅賽車手大百科（爆走兄弟レッツ&ゴー!!スペシャル編集版 ミニ四レーサー大百科）：錄影帶：販售版/出租版全4卷
- 小烈與小豪!!的超級盃全國大賽必勝大作戰!（レッツ＆ゴー!!のスーパーＪカップ必勝大作戦!）：錄影帶：販售版全1卷
（以上目前皆已絕版）
- 爆走兄弟Let's & Go!!（DVD-BOX 13片裝，販售版）
  - 小學館設立的爆走兄弟官網 （页面存档备份，存于）
  - 2007年10月24日發售，定價50,400日圓。
  - 原訂2007年春天發售，後於官方網站及電子報發表變更為同年夏天預定發售，同年6月又再度於次世代World Hobby Fair（WHF）發表變更為同年10月預定發售。
  - 映像特典為1996年12月30日播放之特別節目『爆走兄弟Let's & Go!! Special 迷你賽車手大集合』及無字幕OP&ED。
  - 封入特典為32頁手冊，收錄越田哲弘繪製的『Let's & Go!!』命名經過的漫畫。
  - 初回版特典為烈&豪的原創人偶組。
- 爆走兄弟Let's & Go!!WGP（DVD-BOX 13片裝，販售版）
  - 2007年12月19日發售，定價50,400日圓。
  - 映像特典為無字幕OP&ED。
  - 封入特典為『爆走兄弟Let's & Go!!WGP 完全導覽』期刊，為1997年小學館發行之『爆走兄弟Let's & Go!!WGP導覽』增加新資料再重新編輯的版本，追加了導演專訪及設定資料集，並修改了部分人物介紹。
  - 初回版特典為烈&豪TRF勝利隊版原創人偶組。
  - 未收錄劇場版『爆走兄弟Let's & Go!!WGP 失控迷你賽車大追蹤』。
- 爆走兄弟Let's & Go!!MAX（DVD-BOX 13片裝，販售版）
  - 2008年2月20日發售，定價50,400日圓。
  - 映像特典為無字幕OP&ED。
  - 封入特典為52頁特製手冊與透明薄板3張（其中一張由高見明雄繪製），手冊內容為「爆走兄弟Let's & Go!!MAX 話次表」、「錄影帶封面插圖畫廊」（收錄了為全系列3部錄影帶封面繪製的38張插圖）、「迷你四驅盒美術畫廊」（收錄了從『Let's & Go!!』系列商品化的所有迷你四驅之外盒包裝插圖）、「設定資料集」、「Let's & Go!!的日常生活」（渡邊久美子與日高範子的對談及製作小組座談會、製作小組的留言）
  - 初回版特典為豪樹&烈矢，及官方網站人氣票選榮獲第3名的卡羅之原創人偶組。
    - 上述3部DVD皆因急性光過敏症（即神奇寶貝衝擊）對影像實施了特殊處理，在部分角色動作劇烈及四驅車奔馳的場面會發生殘像，且DVD-BOX發售前並未發表實施影像處理，而是在無印篇DVD-BOX發售5天後的2007年10月29日才發表，在『WGP』及『MAX』之DVD-BOX也實施了相同的影像處理，同時於官方網站發表，但截至2008年2月19日為止，這項殘像處理公告的日期被置換成2007年9月14日。
- 意大利已先於日本發售全話DVD，未收錄日語發音。

### CD
- 「爆走兄弟Let's & Go!!」原聲輯

- 「爆走兄弟Let's & Go!!」爆走音樂集 VICTORY

- 風的cornering（星馬烈主題曲）

- Get up! V MAGNUM（星馬豪主題曲）
- Killed by BEAK SPIDER（沖田海主題曲）
- BATTLE ACTION（鷹羽龍主題曲）
- 衝吧！閃電！（三國藤吉主題曲）

- 「爆走兄弟Let's & Go!!WGP」超速音樂集

- 「爆走兄弟Let's & Go!!WGP」超速主題歌專輯 DASH

- 「爆走兄弟Let's & Go!!WGP」超級原聲音樂XTO～音樂集～

- 「爆走兄弟Let's & Go!!MAX」～歌唱專輯

- 「爆走兄弟Let's & Go!!MAX」～音樂專輯2

- 角色印象CD～豪樹

- 角色印象CD～烈矢

- 「爆走兄弟Let's & Go!!GIRL」<淑女盃開幕!!>
官方網站
在「MAX」播放結束後，於1999年發售。收錄只有瑪麗娜、美奈美、純等女性角色出場的淑女盃廣播劇，以及該角色的印象歌曲，穿插了很多在本作中大量出現的「一人飾二角」特有笑點。
- 「爆走兄弟Let's & Go!!」主題歌專輯!!PLUS!!

在播放結束後的7年左右，於2005年發售。收錄了至今所有的片頭曲、片尾曲，並復刻了「MAX」的印象歌曲及「GIRL」的歌曲。

### 遊戲
很多款遊戲都會把特別款式的車身或零件當作初版特典贈送。
- 迷你四驅車閃亮蠍子號Let's & Go!!（ミニ四駆シャイニングスコ―ピオン　レッツ&ゴー!!）（1996年、超級任天堂、ASCII）
是『爆走兄弟』的第一款遊戲，初版附送閃亮蠍子號的車身，遊戲附送的版本有別於之後發售的款式，本體顏色用珍珠白成形(之後發售的成形色是純白色)。
這輛車後來在漫畫、動畫版本篇裡也有登場。遊戲基本上是以RPG的方式遊玩，可在街上贏得比賽並儲存點數來交換新零件。故事舞台只到動畫版的國內篇為止，主角為玩家自創的原創角色。所有預購的消費者都會贈送金色電鍍的閃亮蠍子號車身（之後在活動會場也有以限定零件的方式販售）。
- 迷你四驅車GB Let's & Go!!（ミニ四駆GB Let's&Go!）（1997年、Game Boy、ASCII）
與輕量化的超速齒輪特別限定款式同梱販售，本遊戲也是以國內篇為故事舞台，有點類似神奇寶貝，一樣採用收集零件和連線交換的系統。
- 迷你四驅車超級工廠（ミニ四駆スーパーファクトリー）（1997年、SEGA Saturn、Media Quest）
附送鋼布拉斯塔XTO（GUNBLUSTER XTO）電鍍藍車身。由於沒有故事模式，所以變成一款美中不足的遊戲，預購者都會獲贈超級FM底盤的特別限定款式。
- 爆走兄弟Let's & Go!!WGP 極速賽事（爆走兄弟レッツ&ゴー!!　WGPハイパーヒート）（1997年、PlayStation、JALECO）
附躍動衝鋒TRF車身，部分貼紙和販售版的躍動衝鋒不同。玩家扮演日本勝利隊的第6位男或女賽車手，步步贏得世界冠軍。在遊戲中可以設定迷你四驅車，但無法進行操縱。比賽方式不是採用動畫版的5人戰，而是從隊伍中選出3人進行比賽；決定冠軍的方式也和動畫版不同，不是由前四強的隊伍參加總決賽，而是由前二強的隊伍進行決賽來決定冠軍。決賽對手根據從頭到尾的獲勝機率會有所不同，是美國宇宙漫遊者隊、德國鐵狼隊或中國小四驅行走團光蠍隊的其中一支隊伍，不會碰上意大利羅索史特拉達隊。
- 迷你四驅車GB Let's & Go!! 全明星賽MAX（ミニ四駆GB Let's&Go!　オールスターバトルMAX）（1998年、Game Boy、ASCII）
玩家要扮演日本勝利隊的賽車手，在重現世界盃的「超級盃大賽（GBC）」出場。系統基本上承襲前作「迷你四驅車GB」，另外也導入了GP晶片等系統。
破關後的附加要素多如牛毛，甚至連MAX篇的角色都會登場。所有預購者皆會獲贈閃亮蠍子號X的車身，閃亮蠍子號X後來以風暴驅逐者（STORM-CRUISER，服部龍平＆楠大梧的車）配套發售。
- 爆走兄弟Let's & Go!! 永恆之翼（爆走兄弟レッツ&ゴー!!　エターナルウイングス）（1998年、PlayStation、JALECO）
人物角色重於遊戲要素，是瞄準女性同好市場的遊戲。遊戲中的登場人物也都是由同好投票表決，實現了人物之間在動畫版中絕不可能出現的交談和比賽，滿足同好者的喜好。有別於前作『極速賽事』的模擬遊戲（只能設定不能直接操縱），本作改成了駕駛遊戲（可直接操縱賽車）。
登場車種超過50台，可使用人物有20名（破關後的隱藏人物：德國隊的休米&葉利、土方令、草薙陣&漸，但限於對戰模式使用）。故事是要在鮑索主辦的大會獲得冠軍（本作原創男&女主角身分是鮑索賽車學校的戰鬥車手，後因鮑索賽車學校的理念違反原創男&女主角的理念在最後決賽會場決定永久脫離鮑索賽車學校也不當戰鬥車手），內容並不長，遊戲內容則是以破完所有人物為目標。包含主題曲畫面，收錄了許多由人物設定高見明男先生描繪的圖像。
若以CD播放機來播放遊戲光碟，可聽到星馬兄弟與一文字兄弟的隱藏小短劇。
- 爆走兄弟Let's & Go!! POWER WGP2（爆走兄弟レッツ&ゴー!!POWER WGP2）（1998年、超級任天堂、任天堂） 官方網站 （页面存档备份，存于）
遊戲定位在動畫WGP篇的後續劇情，是任天堂公司難得一款以動畫為基礎的遊戲，玩家將操縱日本勝利隊在第2屆世界盃大賽裡不斷獲勝。遊戲形式為RPG，以刷新比賽記錄的方式取得經驗值，慢慢讓賽車提升等級。
故事中反映了動畫的細微設定，成為一款受同好歡迎的遊戲。秘魯和法國是在第2屆世界盃首次參賽的遊戲原創隊伍，秘魯是劇場版的里昂所率領的隊伍，法國隊有土方令登場。豪樹與烈矢則是以特殊事件角色登場。
不過，遊戲並不是動畫的正統續篇。有別於動畫的設定，第2屆世界盃大賽也是在日本舉辦（動畫的設定裡是在美國舉辦）；在動畫版第2屆參賽的鮑索隊在遊戲中也沒參賽；動畫版MAX篇在鮑索博士身邊開發迷你四驅車‧長了頭髮的大神博士，仍然是光著頭在幕後控制埃及隊，跟動畫版算是平行世界。

### 貼紙、收集卡
貼紙是天田印刷加工用「貼紙烈傳」的名稱發售，收集卡是MOVIC發售。兩者都記載了在本篇無法得知的人物個人資料，還有過去所發生的故事。
其它像萬代也有發售爆走兄弟的萬變卡，天田印刷加工也有販售自家公司製作的收集卡。

### 廣播劇CD
- 爆走兄弟 Let's & Go!! GIRL ~ 淑女杯開幕!!~

## 補足
動畫名稱《爆走兄弟Let's & Go!!》日文讀做《爆走兄弟レッツ&ゴー!!》，和主角的名字的關係為下：
主角星馬 烈日文讀做せいば レツ，星馬 豪日文讀做せいば ゴー。英文的Let's日文讀做レッツ，與星馬 烈的烈的日文レツ發音相同；而英文的Go日文讀做ゴー，與星馬 豪的豪的日文ゴー讀音完全相同。

## 附注
1. ↑  1997年TVB首播時未有播放，因為於下午兒童時段。1999年於早上重播時則有播放。

## 外部連結
- MIDORIMIZU2 （页面存档备份，存于）
- 爆走兄弟レッツ&ゴー!!2